# Evan E. Settle

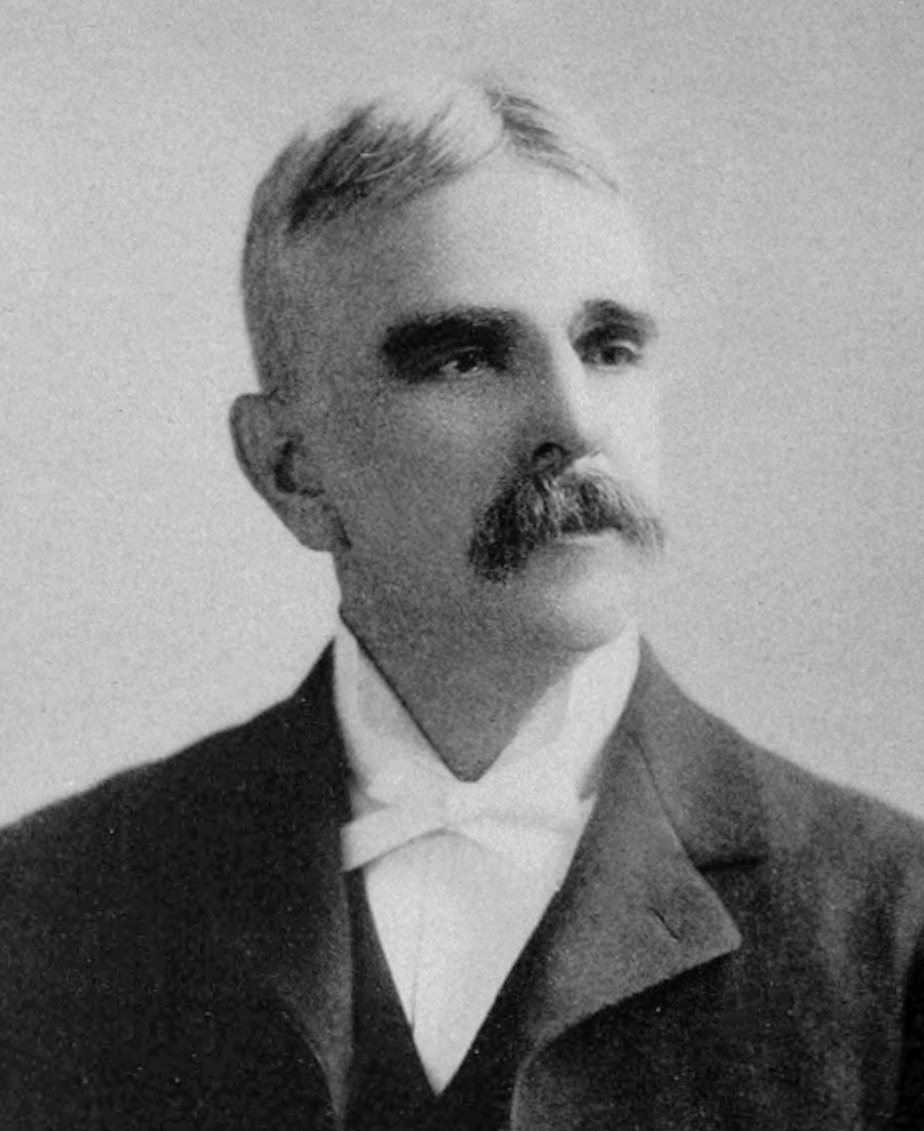
Evan E. Settle

Evan Evans Settle (* 1. Dezember 1848 in Frankfort, Kentucky; † 16. November 1899 in Owenton, Kentucky) war ein US-amerikanischer Politiker. Zwischen 1897 und 1899 vertrat er den Bundesstaat Kentucky im US-Repräsentantenhaus.

## Werdegang
Evan Settle besuchte die öffentlichen Schulen seiner Heimat und dann die Louisville High School.  Nach einem anschließenden Jurastudium und seiner 1870 erfolgten Zulassung als Rechtsanwalt begann er in Owenton in diesem Beruf zu arbeiten. Zwischen 1878 und 1887 war er mehrfach Staatsanwalt im dortigen Owen County. Politisch schloss sich Settle der Demokratischen Partei an. Zwischen 1887 und 1890 saß er als Abgeordneter im Repräsentantenhaus von Kentucky. Im Juni 1888 war er Delegierter zur Democratic National Convention in St. Louis, auf der Präsident Grover Cleveland für eine zweite Amtszeit nominiert wurde.
Bei den Kongresswahlen des Jahres 1896 wurde Settle im siebten Wahlbezirk von Kentucky in das US-Repräsentantenhaus in Washington, D.C. gewählt, wo er am 4. März 1897 die Nachfolge von William C. Owens antrat. Nach einer Wiederwahl im Jahr 1898 konnte er bis zu seinem Tod am 16. November 1899 im Kongress verbleiben. In diese Zeit fiel der Spanisch-Amerikanische Krieg.